# 燻蒸

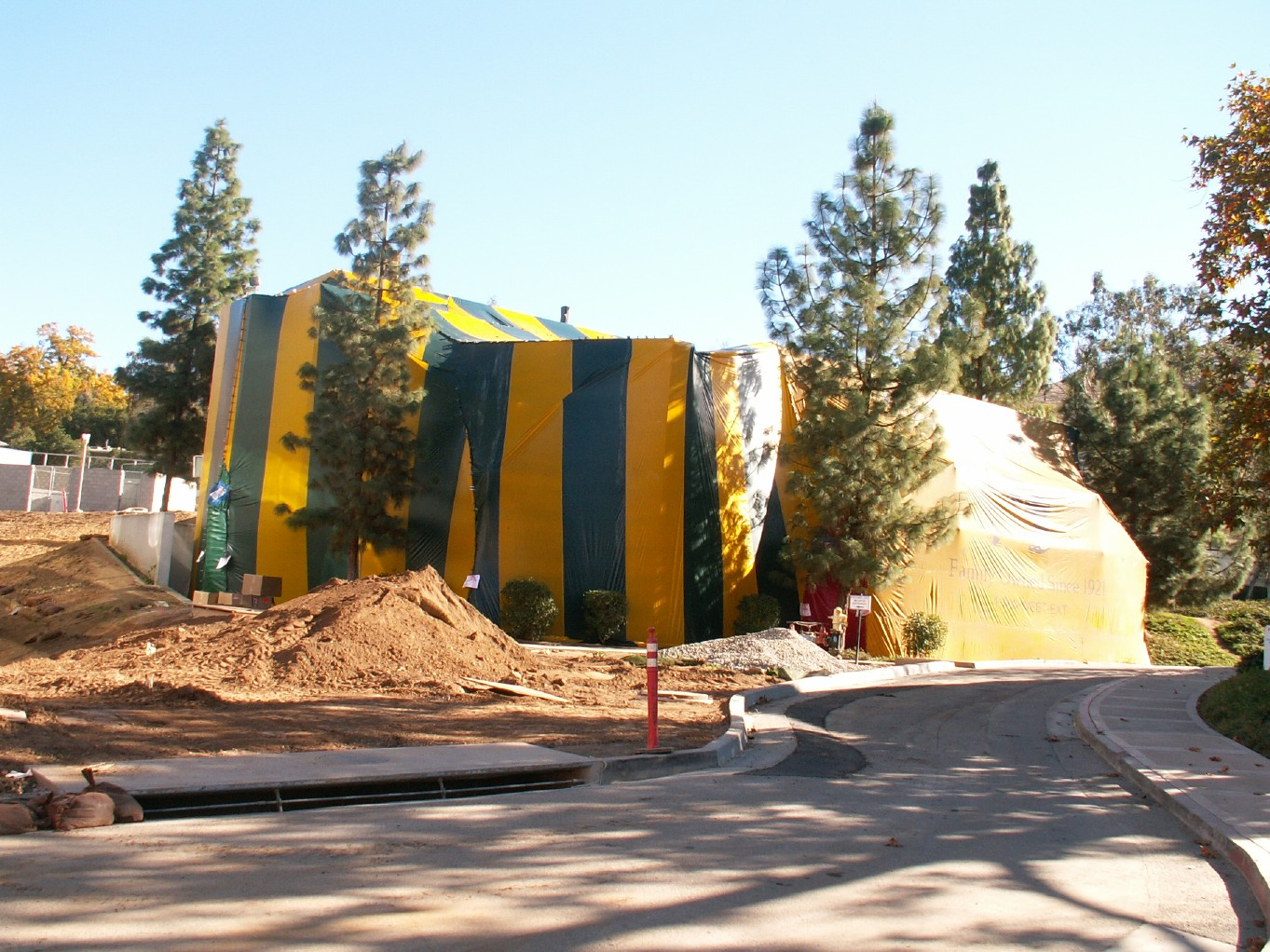
加州里弗赛德一棟正在接受燻蒸的建築物

燻蒸 ，是一種透過氣態農藥或「燻蒸劑」完全填充一個區域來害蟲控制或去除有害微生物的方法，窒息或毒害其中的害蟲。它用於控制建築物（結構燻蒸）、土壤、穀物和農產品中的害蟲。燻蒸也用於進出口貨物，依照國際植物保護公約（IPPC），國際植物檢疫措施標準第15號，將這些木質材料做去除病蟲害的消毒，避免將有害的蟲子或病菌帶到世界各國，危害到當地的農業。
結構燻蒸針對建築物（通常是住宅）內的害蟲，包括居住在物理結構本身的害蟲，例如蛀木蟲和乾木白蟻。另一方面，商品燻蒸也可在物理結構內進行，例如儲存單元，但其目的是透過殺死容器內容納的害蟲。

## 流程
燻蒸一般包括以下階段：首先，將人員從燻蒸區域和覆蓋區域疏散，形成密封環境。接下來，將燻蒸劑釋放到待燻蒸的空間。該空間被保持一段設定的時間，同時燻蒸氣滲透通過該空間並作用殺死該區域中的任何害蟲。最後，對該燻蒸空間進行通風，使有毒氣體從空間中逸出，從而使人類可以安全進入。如果成功，燻蒸區域現在是安全且無害蟲的。

## 帳篷燻蒸
結構燻蒸技術因建築物而異。在住宅環境中，通常由塑膠/PVC塗層帆布材料製成的一個或多個「橡膠」帳篷可以放置在整個結構上，同時將農藥釋放到空置結構中。這個過程稱為帳篷燻蒸，或稱為「搭帳篷」。密封的帳篷包含有毒氣體並防止它們逸出到環境中。此過程通常用於處理乾木白蟻和/或臭蟲，使用硫酰氟作為殺蟲劑（硫酰氟是天然存在的氣體，使用濃度比自然大氣中的濃度高得多，並且會留下無物理殘留）。在帳篷被拆除並且農藥消散到安全水平後，燻蒸過的結構可以重新使用，無需物理清潔。

## 手術室
有人建議對含有高濃度有毒化學物質的醫院房間進行燻蒸，以減少醫院表面的微生物製劑並控製手術部位感染。對於需要微生物清潔的區域，甲醛燻蒸長期以來一直是公認的方法。使用甲醛蒸氣燻蒸是公認且最常用的方法，因為它是一種具有成本效益的程序。然而，出於安全性和有效性的考慮，人們正在尋求替代方法。汽化過氧化氫是一種乾燥氣體方法，已被用作無菌加工隔離器的可靠替代方案，最近又被用於房間/設施淨化。過氧化氫和銀溶液並稀釋在水中是一種無毒且低成本的試劑。例如，燻蒸 1000 ft3（~28.32  m3）區域，20% 溶液（200 mL 溶液溶於 1000 mL 軟化水中）將透過噴霧器噴灑30分鐘。霧化速度可高達 130 毫升/分鐘接觸時間至少一小時。

## 化學品
這項技術的核心是化學品的使用。在理想情況下，這些化學物質會殺死目標生物或使目標生物失去活力而不傷害其他生物。而实际情况是不可避免地伤害其它生物，因此燻蒸是在無人的情況下進行的。

### 已停產或很少使用
由於安全問題，許多化學物質已停產。
- 二溴乙烷
- 甲基烯丙基氯（英语：Methallyl chloride）
- 棉隆
- DBCP
- 甲醛
- 氰化氫
- 碘仿
- 異氰酸甲酯

## 風險
燻蒸是一項危險的操作。一般來說，法律要求進行燻蒸操作的操作員必須持有進行燻蒸的官方認證，因為所使用的化學物質對包括人類在內的大多數生命形式都有毒。雖然燻蒸劑可能是安全的且已用完，但該空間仍有殘留燻蒸氣體，燻蒸區域的空間燻蒸後通風是非常重要的，直到其通風為止。

## 早期出版
- W. G. Johnson, Fumigation Methods (New York, 1902)

## 外部連結
- National Pesticide Information Center